# Acalolepta sublusca
Acalolepta sublusca là một loài bọ cánh cứng trong họ Cerambycidae.